# 黄隘车辆段
黄隘车辆段是宁波轨道交通的一座车辆段，服务于宁波轨道交通2号线。黄隘车辆段位于海曙区石碶街道机场路南侧，鄞州大道西侧，花厅港河东侧，接轨于鄞州大道站南端，占地面积20公顷，主要任务为联合检修、试车、停车、列检。车辆段于2018年10月开始进行过一次扩建，扩建工程于2020年4月28日竣工。

## 结构
黄隘车辆段南北长约880米，东西宽120至260米。车辆段列检库和检修库平行于花厅港河设置，设有12股道列检位。段内同时设有800米试车线，可满足50公里/小时中速试车的需要。